# Jörg Balke
Jörg Balke  (* 23. März 1936 in Berlin-Spandau; † 5. März 2012 in Unna) war ein deutscher Leichtathlet, der 1960 an den Olympischen Spielen teilnahm.
Jörg Balke startete für den Polizei SV Berlin; seinen ersten deutschen Meistertitel gewann er 1959, als er zusammen mit Hans-Joachim Kowalewski und Klaus-Jürgen Lehmann in der 3-mal-1000-Meter-Staffel siegte. 1960 belegte er im 800-Meter-Lauf den zweiten Platz hinter Paul Schmidt, in der Staffel verteidigte er den Titel zusammen mit Gerhard Weinmann und Klaus-Jürgen Lehmann. Seine 800-Meter-Bestzeit von 1:47,1 Minuten stellte Balke am 7. August 1960 in Erfurt bei der Qualifikation für die gesamtdeutsche Mannschaft auf; bei den Olympischen Spielen in Rom erreichte er das Halbfinale über 800 Meter.
1962 mit Kowalewski und Lehmann und 1963 mit Peter Christ und Lehmann gewann Balke zwei weitere Titel mit der 3-mal-1000-Meter-Staffel. In der Halle siegte Balke 1962, 1964 und 1967 jeweils über 800 Meter; 1961 gewann er zusammen mit Weinmann und Lehmann den Staffeltitel in der Halle. Insgesamt trat Balke von 1960 bis 1966 in 20 Länderkämpfen für Deutschland oder die Bundesrepublik Deutschland an; bei den Europäischen Hallenspielen 1967 schied Balke über 800 Meter im Vorlauf aus. Balke trainierte als Staatsamateur überwiegend während der Dienstzeit. Sein Training war am Intervalltraining ausgerichtet. Während seiner aktiven Zeit war er 1,77 m groß und wog 68 kg.
Balke war von Beruf Polizist, in den 1990er Jahren war er zusammen mit seiner Frau als Dopingfahnder tätig. Balke war verheiratet mit der 800-Meter-Läuferin Rosemarie Klute, die gemeinsame Tochter Tina heiratete den Hürdenläufer Olaf Hense.